# Nicolas Pousset
Nicolas Pousset (né le 21 mai 1979 à Vincennes en France) est un joueur français de hockey sur glace.

## Carrière de joueur
En 1996-1997, il débute avec le club de Reims. Il remporte la Coupe Magnus en 2000 et 2002. En 2002-2003, il rejoint Rouen et remporte une nouvelle fois ce trophée. Il gagne également la Coupe de France avec les Dragons en 2004. Il passe ensuite un an à Briançon puis Amiens en Ligue Magnus. Depuis 2010, Nicolas Pousset évolue et entraine les Peaux-Rouges d'Évry.

## Carrière internationale
Il représente l'Équipe de France de hockey sur glace en sélection senior.

## Trophées et honneurs personnels
Ligue Magnus
- 2007-2008: participe au Match des étoiles avec la sélection française.

## Parenté dans le sport
Son frère Julien a également évolué en Ligue Magnus avec Anglet.

## Statistiques
| Saison    | Équipe                       | Ligue        |    | Saison régulière | Saison régulière | Saison régulière | Saison régulière | Saison régulière |    | Séries éliminatoires | Séries éliminatoires | Séries éliminatoires | Séries éliminatoires | Séries éliminatoires |
| Saison    | Équipe                       | Ligue        | PJ | B                | A                | Pts              | Pun              | PJ               | B  | A                    | Pts                  | Pun                  |                      |                      |
| 1996-1997 | Flammes bleues de Reims      | Nationale 1A | 1  | 0                | 0                | 0                | 0                | --               | -- | --                   | --                   | --                   |                      |                      |
| 1997-1998 | Flammes bleues de Reims      | Élite        | 12 | 0                | 1                | 1                | 12               | --               | -- | --                   | --                   | --                   |                      |                      |
| 1998-1999 | Flammes bleues de Reims      | Élite        | 39 | 0                | 0                | 0                | 2                | --               | -- | --                   | --                   | --                   |                      |                      |
| 1999-2000 | Flammes bleues de Reims      | Élite        | 28 | 0                | 2                | 2                | 9                | --               | -- | --                   | --                   | --                   |                      |                      |
| 2000-2001 | Flammes bleues de Reims      | Élite        | 25 | 2                | 6                | 8                | ?                | 11               | 1  | 3                    | 4                    | ?                    |                      |                      |
| 2001-2002 | Flammes bleues de Reims      | Élite        |    | 1                | 4                | 5                |                  | --               | -- | --                   | --                   | --                   |                      |                      |
| 2002-2003 | Dragons de Rouen             | Super 16     | 32 | 2                | 4                | 6                | 118              |                  |    |                      |                      |                      |                      |                      |
| 2003-2004 | Dragons de Rouen             | Super 16     | 23 | 0                | 4                | 4                | 71               | 4                | 0  | 0                    | 0                    | 6                    |                      |                      |
| 2004-2005 | Diables rouges de Briançon   | Ligue Magnus | 26 | 1                | 2                | 3                | 84               | 2                | 0  | 0                    | 0                    | 27                   |                      |                      |
| 2005-2006 | Gothiques d'Amiens           | Ligue Magnus | 22 | 2                | 1                | 3                | 48               | 10               | 2  | 2                    | 4                    | 16                   |                      |                      |
| 2006-2007 | Pingouins de Morzine-Avoriaz | Ligue Magnus | 26 | 1                | 11               | 12               | 92               | 12               | 0  | 2                    | 2                    | 42                   |                      |                      |
| 2007-2008 | Pingouins de Morzine-Avoriaz | Ligue Magnus | 24 | 5                | 11               | 16               | 32               | 6                | 0  | 2                    | 2                    | 33                   |                      |                      |
| 2008-2009 | Pingouins de Morzine-Avoriaz | Ligue Magnus | 25 | 2                | 20               | 22               | 59               | 6                | 1  | 1                    | 2                    | 4                    |                      |                      |
| 2009-2010 | Bisons de Neuilly-sur-Marne  | Ligue Magnus | 26 | 4                | 13               | 17               | 24               | 5                | 1  | 3                    | 4                    | 14                   |                      |                      |
| 2009-2010 | Bisons de Neuilly-sur-Marne  | CdF          | 1  | 0                | 0                | 0                | 0                |                  |    |                      |                      |                      |                      |                      |
| 2009-2010 | Bisons de Neuilly-sur-Marne  | CdlL         | 6  | 0                | 0                | 0                | 18               |                  |    |                      |                      |                      |                      |                      |
| 2010-2011 | Peaux-Rouges d'Évry          | Division 2   | 17 | 3                | 18               | 21               | 40               | 4                | 0  | 0                    | 0                    | 24                   |                      |                      |
| 2011-2012 | Peaux-Rouges d'Évry          | Division 2   | 14 | 2                | 16               | 18               | 26               | 2                | 2  | 1                    | 3                    | 4                    |                      |                      |
| 2012-2013 | Comètes de Meudon            | Division 2   | 3  | 0                | 1                | 1                | 22               | -                | -  | -                    | -                    | -                    |                      |                      |